# Фэтти поступает в полицию
Фэтти вступает в полицию (англ. Fatty Joins the Force) — американская короткометражная кинокомедия Джорджа Николса 1913 года с Роско Арбаклом в главной роли.

## Сюжет
Фэтти спасает девочку, которая тонет, а она оказалась дочерью шефа полиции. За такое геройство его принимают на работу полицейским. Но эта работа оказалась не очень приятной …

## В ролях
- Роско 'Толстяк' Арбакл — Фэтти
- Чарльз Эйвери — полицейский
- Мак Суэйн — полицейский
- Лу Бреслоу — парень
- Гарри Дэро — лысый полицейский
- Минта Дёрфи — няня
- Дот Фарли — девушка Фэтти
- Уильям Хаубер — полицейский
- Берт Ханн — полицейский
- Джордж Джеско — полицейский
- Эдгар Кеннеди